# Wapello County
Wapello County är ett administrativt område i delstaten Iowa, USA, med 35 625 invånare. Den administrativa huvudorten (county seat) är Ottumwa.

## Geografi
Enligt United States Census Bureau har countyt en total area på 1 129 km². 1 118 km² av den arean är land och 11 km² är vatten.

### Angränsande countyn

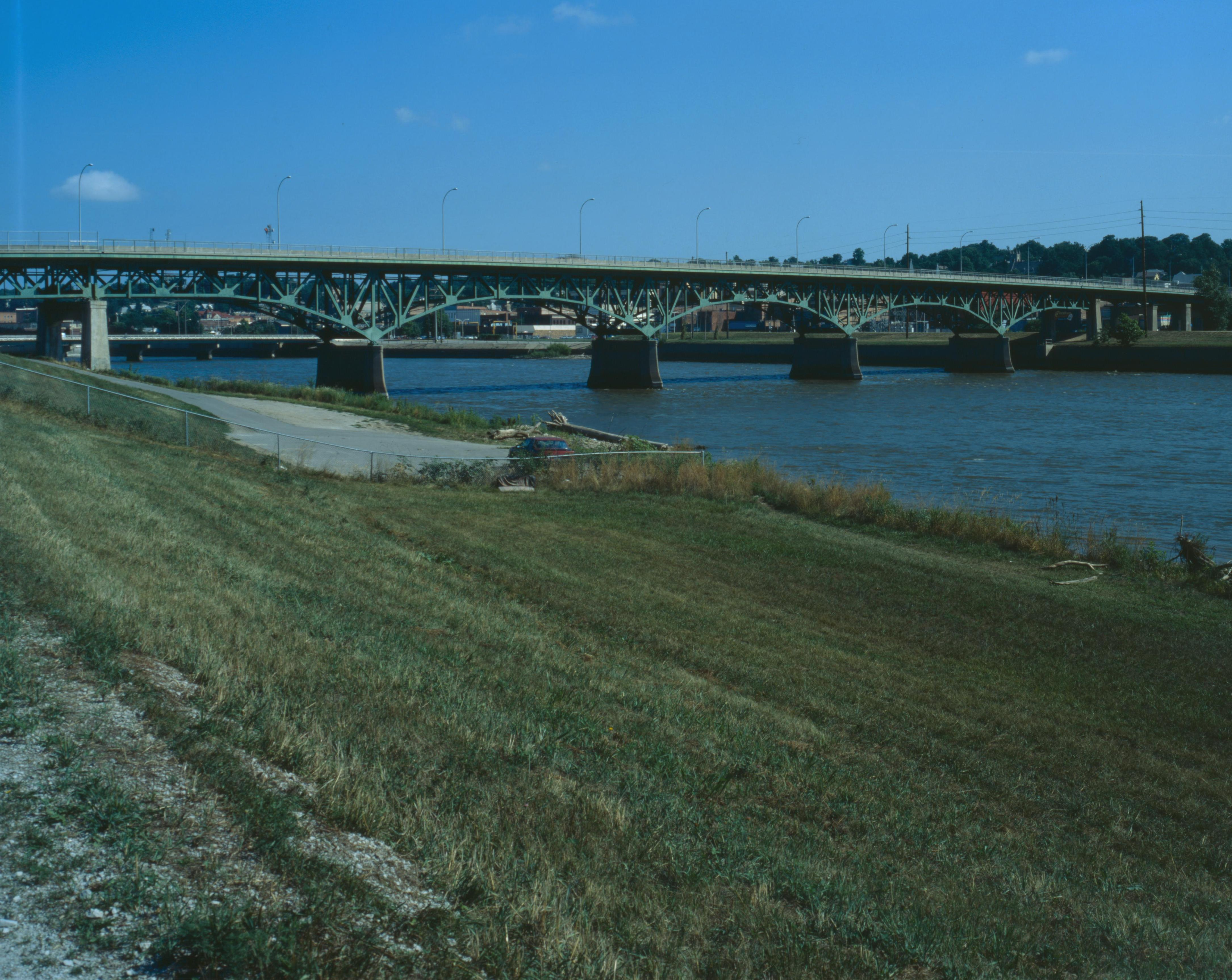
Jefferson Street Viaduct i Ottumwa.

- Mahaska County - nordväst
- Keokuk County - nordost
- Jefferson County - öst
- Davis County - söder
- Monroe County - väst